# Habitacions tancades
Habitacions tancades (originalment en castellà, Habitaciones cerradas) és una minisèrie espanyola de 2015, dirigida per Lluís Maria Güell i Guix, que adapta a la televisió la novel·la homònima de Care Santos. Adriana Ugarte i Álex García interpreten els papers protagonistes. Gravada en castellà, està produïda per Diagonal TV, Televisió Espanyola i Televisió de Catalunya, i es va estrenar el 3 de novembre de 2015 a La 1. Es va doblar en català per TV3, que va emetre-la el 4 i 5 de gener de 2017. La sèrie està ambientada a la Barcelona de cavall entre el segle xix i xx i se centra en els canvis socials que experimenta la família Lax instal·lada en un edifici modernista del passeig de Gràcia.

## Repartiment
- Adriana Ugarte: Teresa Brusés
- Álex García: Amadeu Lax
- Bea Segura: Violeta Lax
- Rosa Boladeras: Rosa Golorons
- Diana Gómez: Conxa
- Raúl Peña: Joan Lax
- Francesc Orella: Rodolf Lax
- Ramon Madaula: Modest Lax Brusés
- Jan Cornet: Octavi
- Toni Sevilla: Soler
- Marc Cartes: Ricard Selvas
- Laia Costa: Montserrat Espelleta
- Míriam Iscla: Antònia